# Бенуа Амон
Бенуа Амон (фр. Benoît Hamon; нар. 26 червня 1967, Сен-Ренан) — французький політик-соціаліст.

## Життєпис
Отримав ступінь бакалавра історії в Університеті Західної Бретані. З 1993 р. є членом Соціалістичної партії (належить до її лівого крила), з 2003 р. входить до її національної ради. Він працював радником міністра зайнятості та солідарності (1997–2000) і директором стратегічного планування в компанії Ipsos (2001–2002). З 2001 по 2008 рр. входив до ради міста Бретіньї-сюр-Орж.
На виборах 2004 р. отримав мандат депутата Європейського парламенту, працював у Комітеті з економічних і валютних питань. Залишив Європарламент у 2009 р.
16 травня 2012 р. призначений на посаду міністра-делегата у справах економічної та соціальної солідарності в уряді Жан-Марка Еро. 2 квітня 2014 р. отримав портфель міністра національної освіти в уряді Мануеля Вальса, залишив уряд 25 серпня того ж року.